# The Pogues
The Pogues je britská hudební skupina hrající směs tradiční irské hudby a punku.

## Historie
Skupina byla založena v roce 1982. Od počátku až do roku 1991 byl frontmanem The Pogues zpěvák, kytarista a skladatel Shane MacGowan, který skupinu opustil kvůli problémům s alkoholem. Tato změna pro skupinu znamenala úpadek, také z důvodu, že v té době měli problémy s alkoholem i ostatní členové skupiny. Na místo Shanea MacGowana nastoupil krátce Joe Strummer (dříve v punkové kapele The Clash), poté stávající člen Spider Stacy. Skupina se rozpadla v roce 1996; získává znovu na popularitě až v roce 2001 s návratem MacGowana.
Zajímavé je, že spojení irské hudby a tvrdých kytarových punk-rockových akordů, vzniklo v Londýně a The Pogues si touto svou hudbou získali mnoho fanoušků a rychle se stali slavnou skupinou hudební scény. The Pogues položila základ punk folkové irské hudby, ze které čerpají další, např. Flogging Molly nebo Dropkick Murphys.

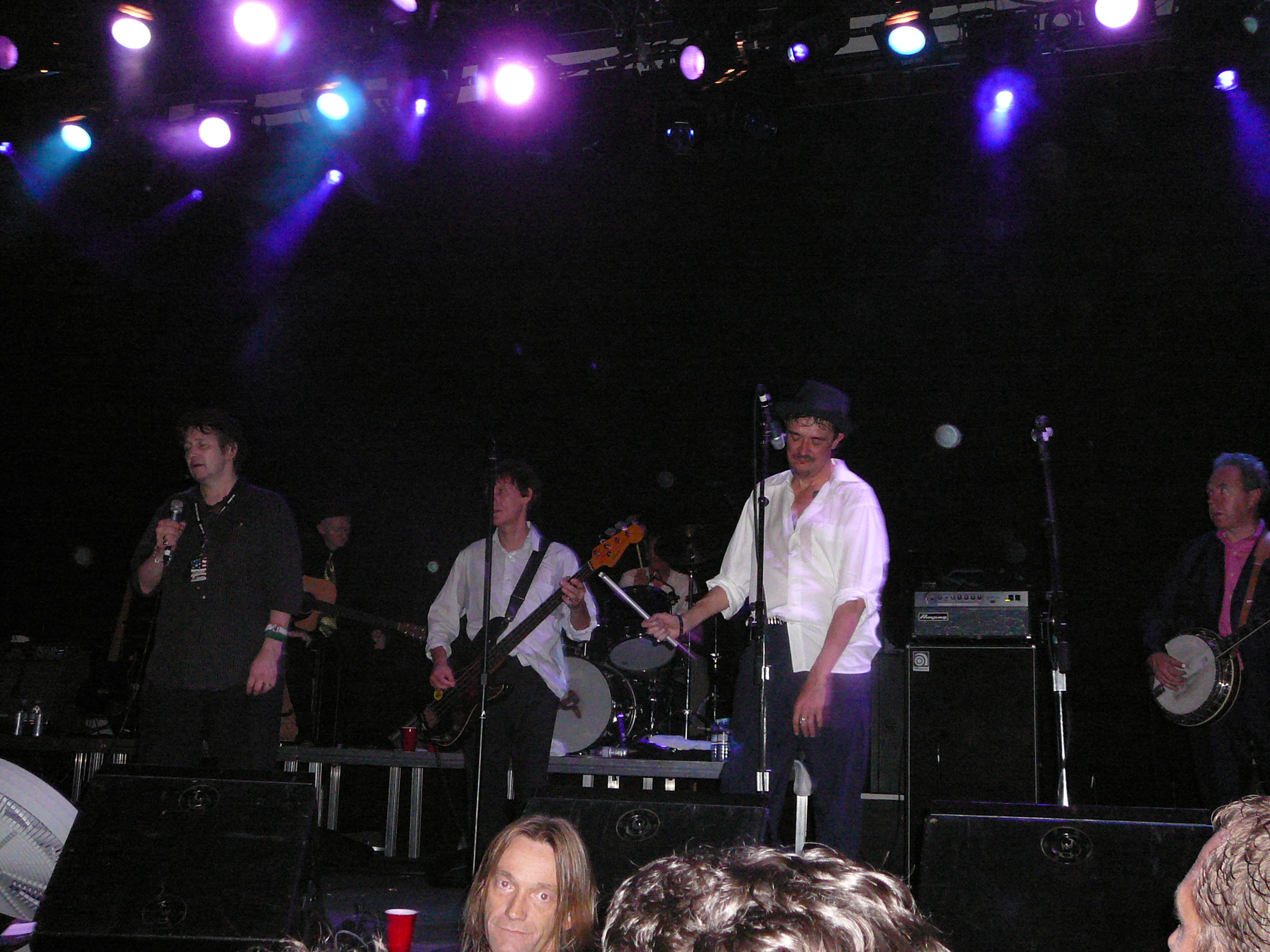
The Pogues při koncertě

## Diskografie
- Red Roses for Me (1984)
- Rum Sodomy & The Lash (1985)
- If I Should Fall from Grace with God (1988)
- Peace and Love (1989)
- Hell\'s Ditch (1991)
- The Best Of The Pogues (1991)
- The Rest Of The Best (1992)
- Waiting for Herb (1993)
- Pogue Mahone (1995)
- The Very Best of 2001
- Christmas Hits 2007

## Živá alba
- Streams of Whiskey: Live in Leysin, Switzerland 1991 (2002)
- The Ultimate Collection including Live at the Brixton Academy 2001 (2005)